# Kachtem
Kachtem est une section de la ville belge d'Izegem, en province de Flandre-Occidentale. C'était une commune à part entière avant la fusion des communes de 1977.

## Géographie
Kachtem est limitrophe d'Ardooie, Emelgem, Izegem (section de commune), Lendelede (section de commune) et Roulers (section de commune).
La localité est traversée par la Mandel et le canal Roulers-Lys.

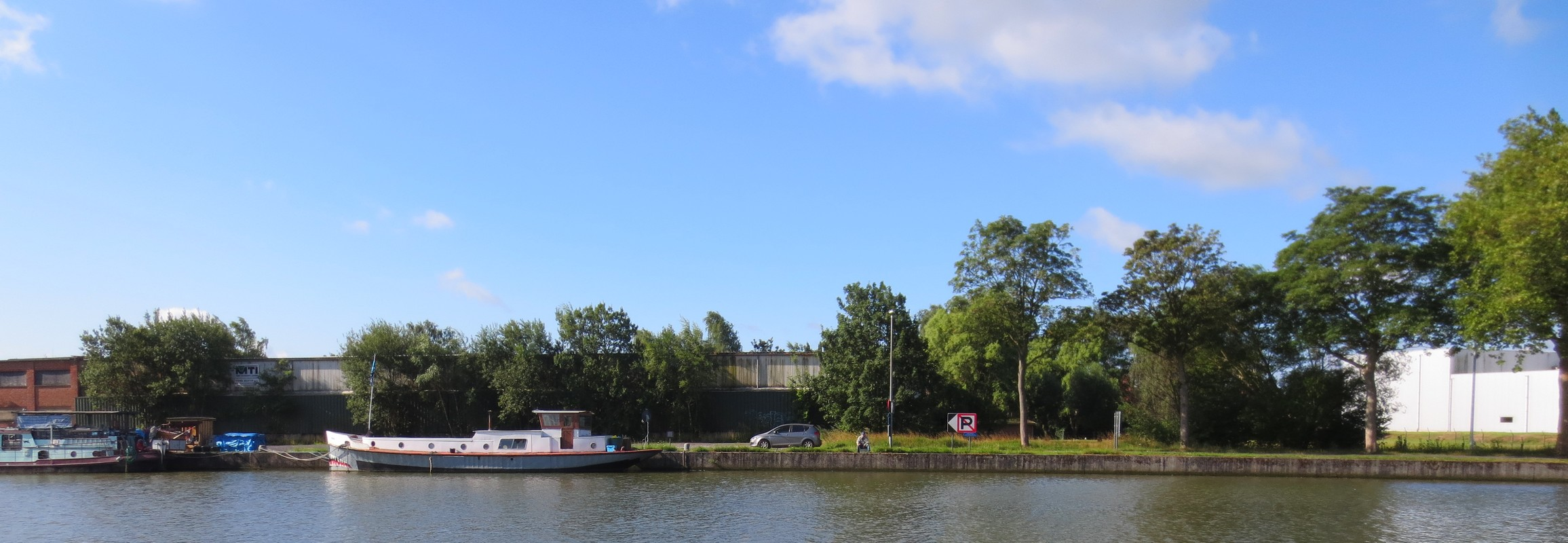
Kachtem

Sur le sol argilo-sablonneux, on trouve encore des terrains agricoles (principalement des cultures de maïs, de chicorée, de lin et de betterave sucrière), et maraîchers (surtout des légumes d'hiver comme le poireau), mais Kachtem s'est développé fortement à la suite de l'industrialisation croissante et aussi comme localité résidentielle.

## Démographie

### Évolution démographique
- Sources : INS, Rem. : 1831 jusqu'en 1970 = recensements, 1976 = nombre d'habitants au 31 décembre[3].

## Monuments
- L'église gothique Saint-Jean-le-Baptiste (Sint-Jan-de-Doperkerk) et son clocher datant de 1838.

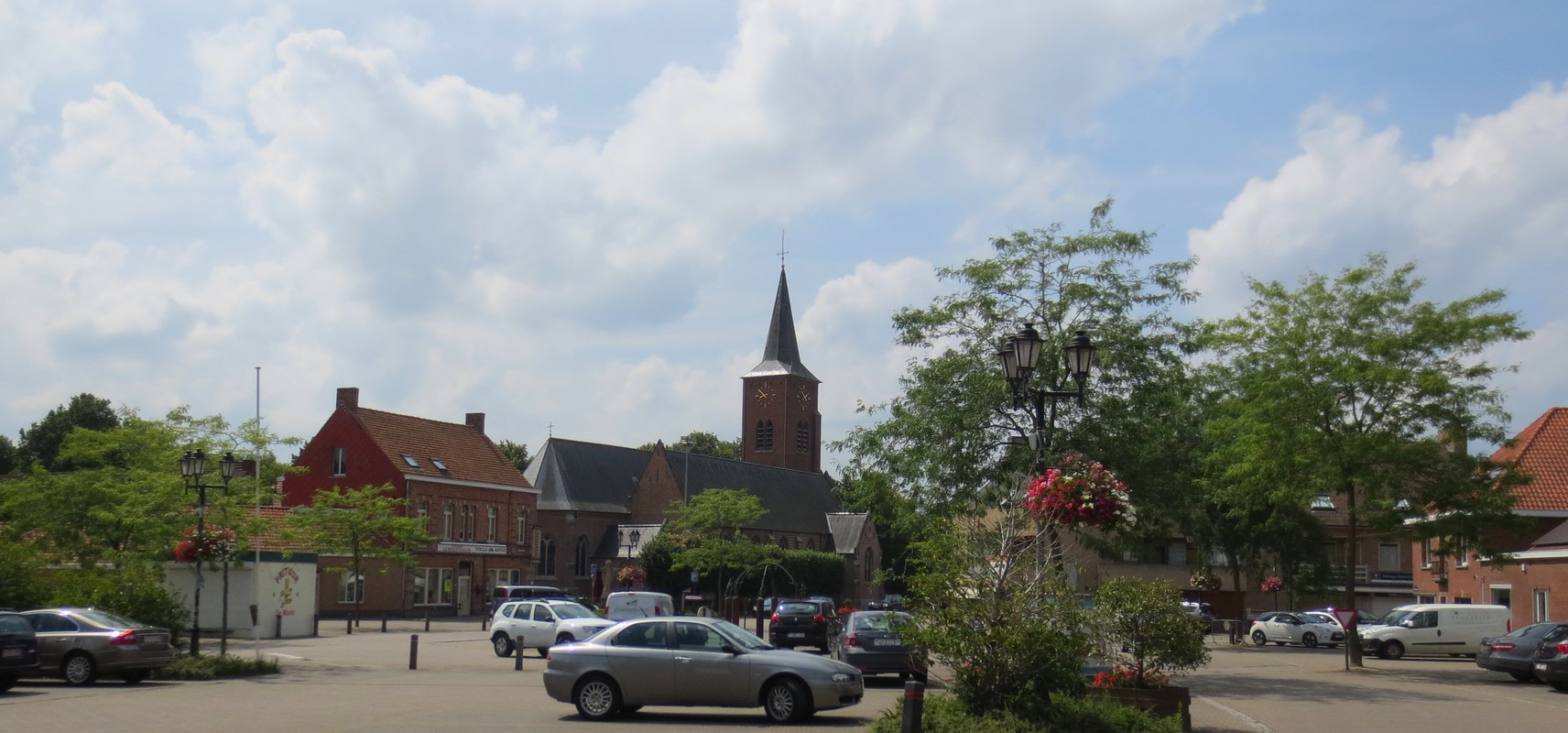
Kachtem